# 波洛希 (克里維里赫區)
波洛希（烏克蘭語：Пологи），是烏克蘭中部的村莊，隸屬第聶伯羅彼得羅夫斯克州的克里維里赫區。該村分別距離奧澤爾內2公里和沃季亞涅2.5公里，海拔高度96米，2001年人口139。